# Synemosyna paraensis
Synemosyna paraensis là một loài nhện trong họ Salticidae.
Loài này thuộc chi Synemosyna. Synemosyna paraensis được María Elena Galiano miêu tả năm 1967.